# 张缉光
张缉光（1916年—1995年），男，山东桓台人，中华人民共和国军事人物，中国人民解放军少将，曾任济南军区炮兵政治委员。